# Mamede Paes Mendonça

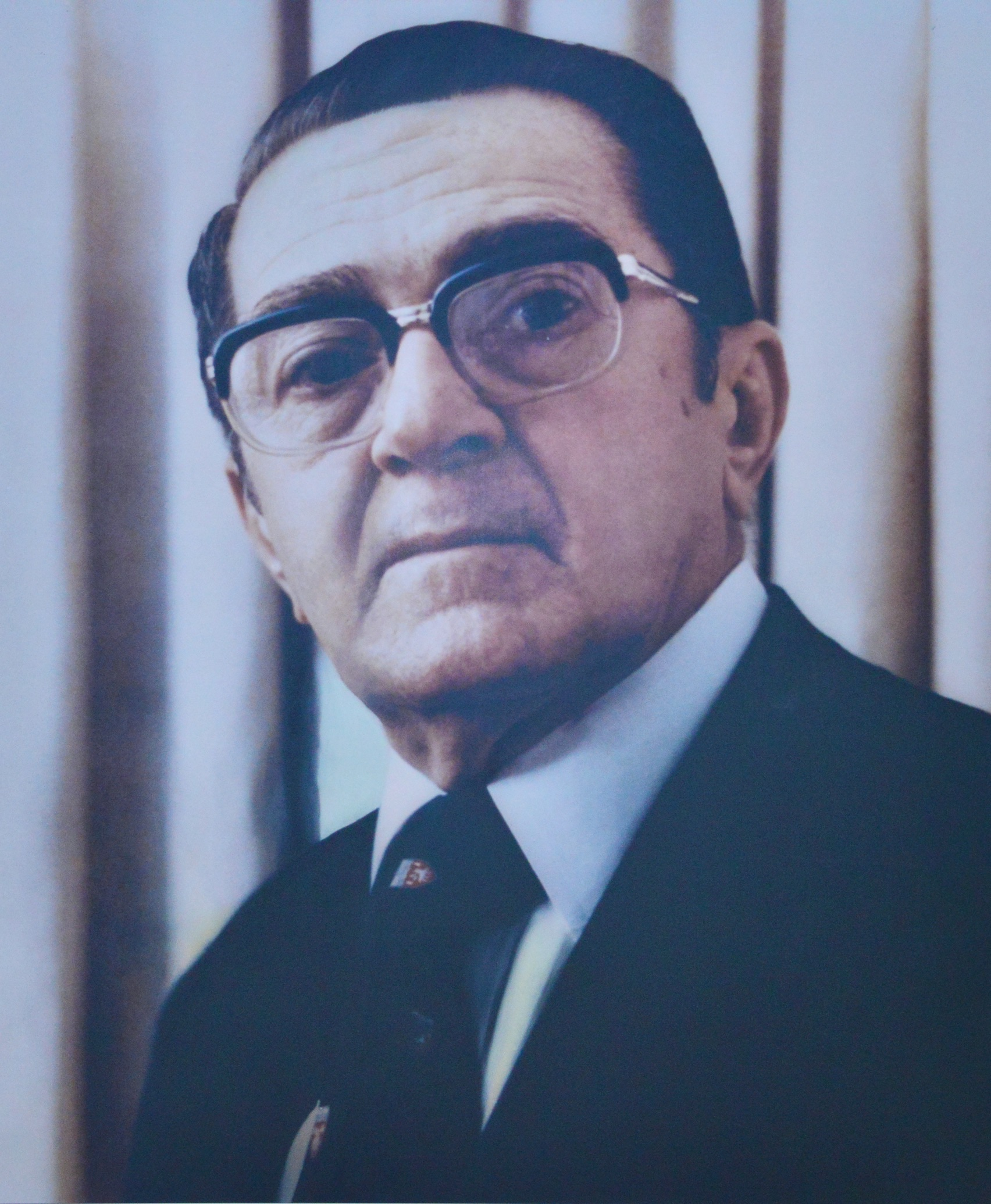
Mamede Paes Mendonça

Mamede Paes Mendonça (Ribeirópolis/SE, 5 de agosto de 1915 - São Paulo/SP, 21 de outubro de 1995) foi um empresário brasileiro, pioneiro no ramo de supermercados no Brasil e fundador do Paes Mendonça, uma das maiores redes varejistas do país.

## Biografia
Filho de Eliziário e de Maria da Conceição, membros de uma família pobre de agricultores, que sobreviviam do que plantavam e colhiam em um pequeno lote de terra, num povoado do Município de Ribeirópolis, estado de Sergipe, chamado Serra do Machado, localizado numa região sofrida pelas longas estiagens.[carece de fontes?]
Era casado com Lindaura Andrade, com quem teve seis filhos; irmão de Pedro Paes Mendonça e tio e padrinho de João Carlos Paes Mendonça.
Em vida, foi condecorado com diversos títulos, tais como: Comendador, conferido pelo Governo de Portugal; Diploma da Fraternidade Sacerdotal de Sergipe e "Amigo da Marinha". Em 1984, o sergipano recebeu ainda o título de Cidadão Baiano, pela Assembleia Legislativa da Bahia.
Faleceu em 21 de outubro de 1995, aos 80 anos .

## Empresa
Ainda muito jovem, aos 15 anos de idade, Mamede descobriu o comércio, vendendo farinha na feira, em sua cidade natal.
Disposto a abandonar a roça, juntou dinheiro embaixo do colchão durante seis anos. No ano de 1936, aos 21 anos de idade, havia poupado mil e quinhentos réis, que foram empregados na compra de uma pequena padaria, no município de Ribeirópolis.
Os negócios na pequena padaria iam bem, mas Ribeirópolis era um pequeno distrito, e Seu Mamede entendia que era preciso crescer, ir para um grande centro da região, com um comércio maior e mais desenvolvido.
Assim, quatro anos mais tarde, em 1940, abriria um armazém de secos e molhados na cidade de Itabaiana/SE.
Em Itabaiana, os negócios cresciam, e a região começava a ficar pequena, Mamede partiu, então, para a capital, Aracaju, onde, em 1947, abriu filial, também com um armazém de secos e molhados.
Desde o primeiro comércio em Ribeirópolis, Mamede viajava muito para a Bahia, uma vez que sua capital, Salvador, era o centro abastecedor da região. Lá comprava as mercadorias para revender no seu comércio.
A convivência frequente com Salvador foi se tornando muito sedutora, para Mamede, que percebeu que para crescer teria que ir para aquela cidade, o que fez, em 1951, instalando-se na Praça Marechal Deodoro, com um loja de atacado, vendendo secos e molhados. O grande passo tinha sido dado.
Na década de 50, quando chegou em Salvador, a cidade era abastecida pelos armazéns, a maioria deles pertencente a comerciantes espanhóis e portugueses. Havia também as feiras-livres, como Água de Meninos e a das Sete Portas, que eram as mais conhecidas e procuradas. Prevalecia na época o sistema de venda por caderneta. O consumidor comprava semanalmente, ou por mês, através de caderneta. O pagamento era feito logo, contra a entrega da mercadoria, ou quando ele recebia seu salário, no fim do mês.
Anos mais tarde, nos idos de 1959, em viagem à Argentina, para comprar alpiste - que, na época, andava em falta no Brasil - conheceu alguns supermercados. Na volta, passando por Montevidéu, Uruguai, observou outras lojas em formato semelhante. Gostou e se convenceu de que aquele era o futuro do comércio de alimentos, retornando decidido a ser o pioneiro daquela nova forma de vender, na Bahia.
Assim, em 1959, é aberta a primeira de auto-serviço (supermercado) na Bahia, uma ideia avançada a época. Mais precisamente, no dia 02 de dezembro de 1959, inaugurou um pequeno supermercado no bairro de Nazaré, em Salvador, mais precisamente à Rua Jogo do Carneiro. Nascia ali a loja 01.
Os resultados positivos da primeira loja de supermercados o animou a continuar expandindo o setor. Menos de um ano depois, em 27 de agosto de 1960, inaugurou a loja 02, no Edifício Oceania, na Barra.
Em 1961, era inaugurada a Loja da Rua Visconde de São Lourenço, no forte de São Pedro. Em seguida, a Loja 04, na Baixa dos Sapateiros.  Quando completou 25 anos em Salvador, inaugurou a Loja 25. 
E aí por diante, atingindo e passando em muito o sonho/meta que tinha de completar 100 lojas. A loja número 100 foi inaugurada na Barra da Tijuca, Rio de Janeiro/RJ, tida, na época, como o maior Hipermercado do Brasil e terceiro maior do mundo.

No auge, Paes Mendonça teve 156 lojas, em 4 estados do Brasil (Bahia, São Paulo, Rio de Janeiro e Belo Horizonte).

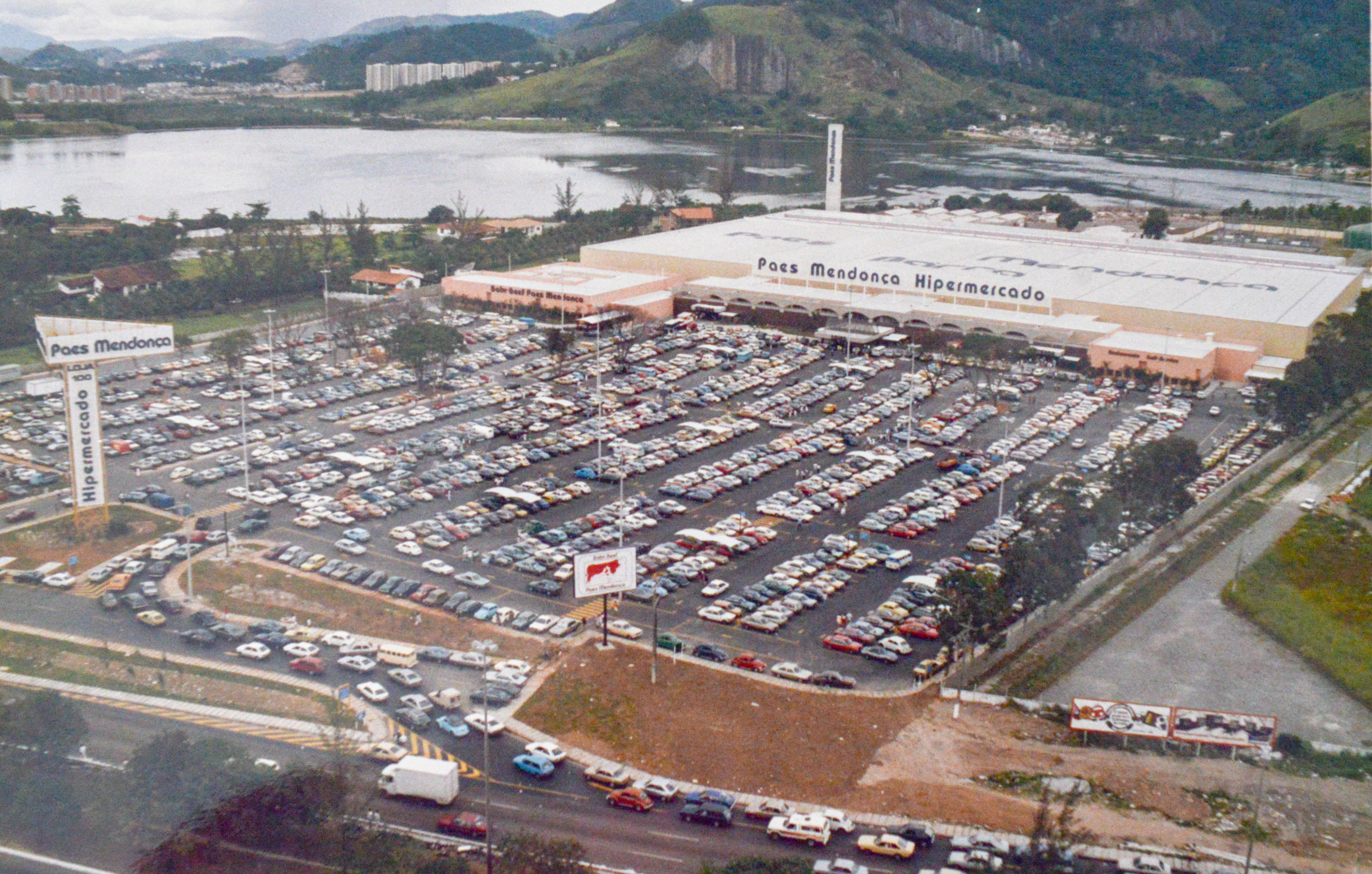
Hiper Paes Mendonça - Loja 100 - Barra da Tijuca, Rio de Janeiro/RJ